# Bono da Ferrara

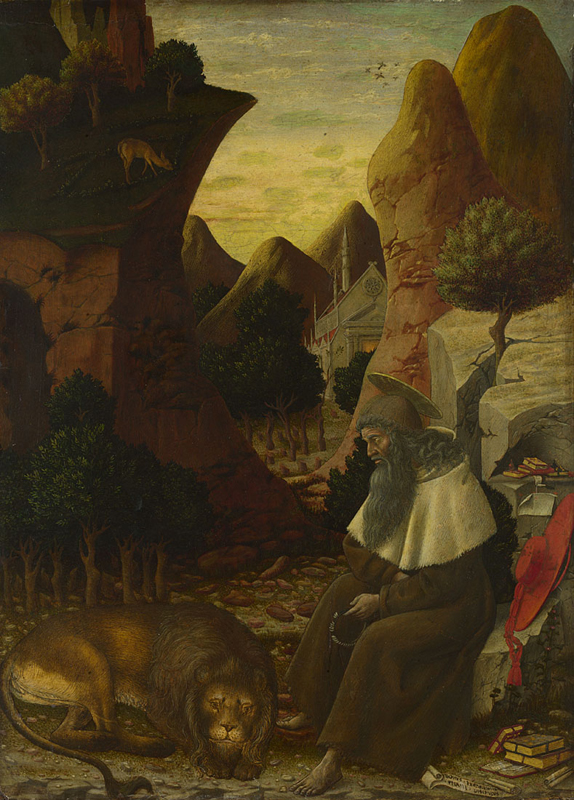
Hieronymus in einer Landschaft, um 1440, National Gallery, London

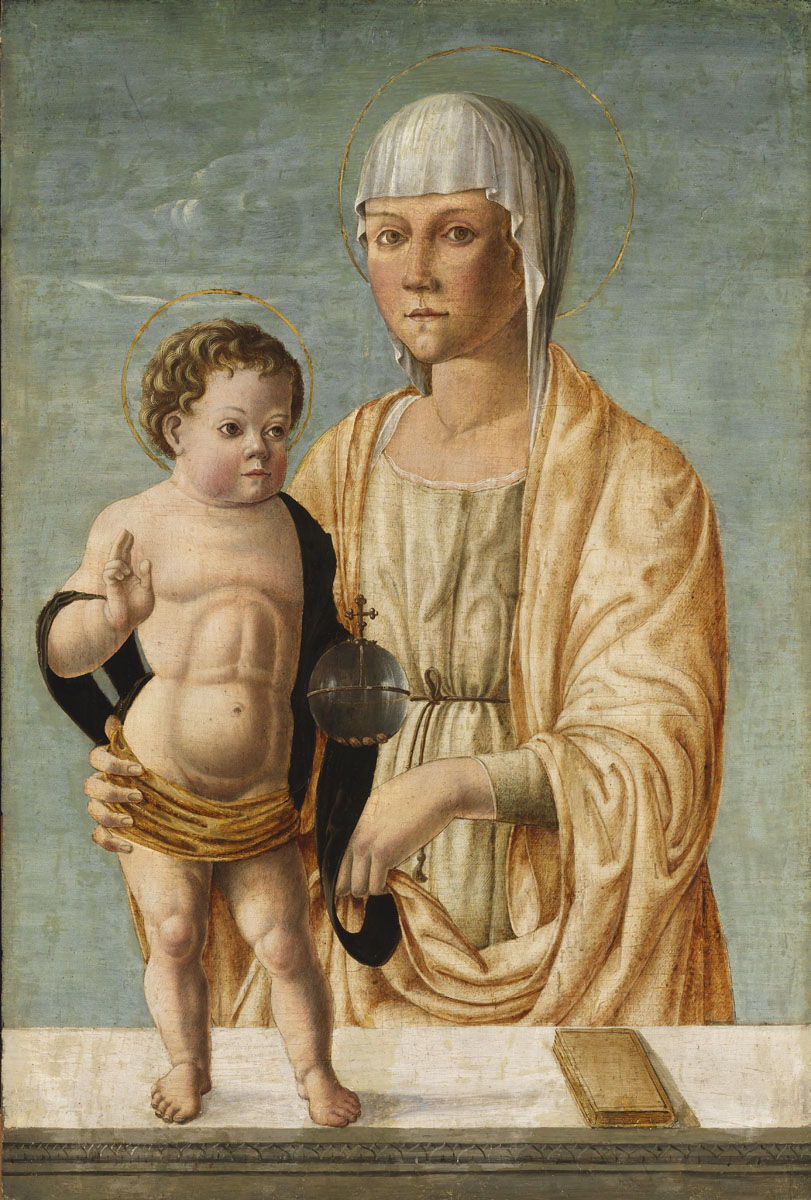
Madonna mit Kind, Szépművészeti Múzeum, Budapest

Pisanello, Der Hl. Georg und die Prinzessin, Sant'Anastasia, Verona

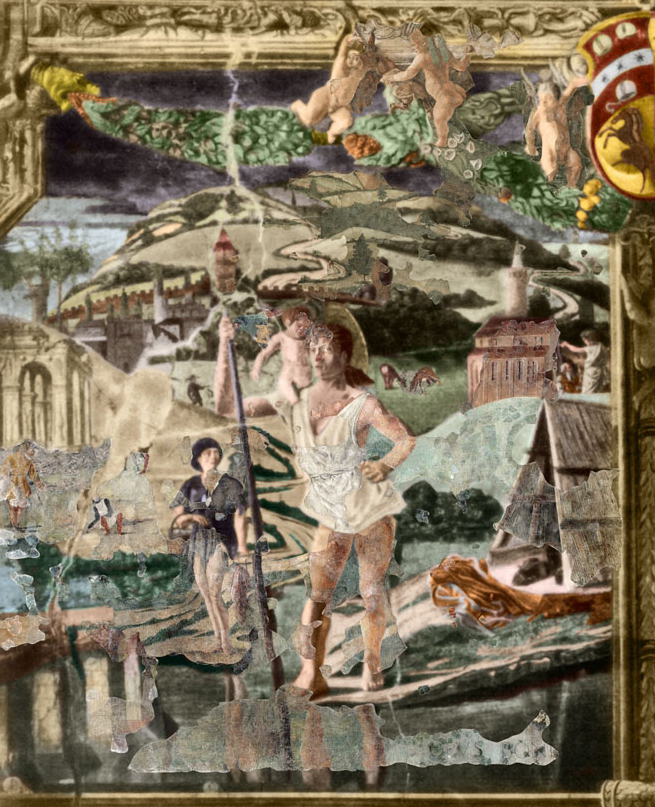
Der heilige Christophorus trägt das Christuskind, Cappella Ovetari, Kirche der Eremitani, Padua

Bono da Ferrara (* nach 1420, vmtl. Ferrara; † nach 1461) war ein italienischer Maler, der um die Mitte des 15. Jahrhunderts in Ferrara, Padua und Siena tätig war. Er war zunächst in den 1430er Jahren Schüler des Pisanello, dem er wahrscheinlich bei dessen Georgswandbild der Sant’Anastasia in Verona half. Durch seinen eigentümlich kontrastreichen, Kontur und Schatten betonenden Stil, lässt sich ihm zudem ein Konvolut von insgesamt 70 Zeichnungen zuschreiben, das sich in den Musterbüchern Pisanellos bewahrt hat. Auch in seinem einzigen signierten Tafelbild des Heiligen Hieronymus in einer Landschaft in London (um 1440) zeigt sich sein Stil auch in der Malerei. Später arbeitete er mit Andrea Mantegna in Padua, wo das Fresko des Heiligen Christophorus (1451) in der Ovetari-Kapelle das zweite und letzte von ihm signierte Bild ist. Seine Arbeiten können der Frührenaissance zugeordnet werden, weisen aber genauso spätgotische Züge auf.

## Leben
Von Bono da Ferrara sind weder seine Herkunft noch seine Lebensdaten bekannt. Dokumentiert ist er als Maler für eine Zeitspanne von etwa 20 Jahren zwischen 1442 und 1461. Sein Name taucht erstmals (am 10. Januar 1442) in Bezug auf Arbeiten im Dom von Siena auf, die dort zwischen 1441 und 1442 durchgeführt wurden. Zuvor ging er wahrscheinlich in die Lehre bei Antonio Pisanello, der sich in den 1430er Jahren in Verona aufhielt. In der dortigen Kirche Sant’Anastasia lassen sich stilistisch Randfiguren im Fresko mit der Georgslegende Bono zuschreiben. Das Bild des Heiligen Hieronymus in der Wüste, das früher Pisanello zugeschrieben wurde, bringt ihn außerdem in Verbindung mit diesem Meister. Das Werk, das sich in der National Gallery in London befindet, trägt die Signatur Bonus Ferrariensis Pisani discipulus auf einer veristisch in das Bild gemalten Tafel, deren Echtheit in der Vergangenheit unberechtigterweise angezweifelt wurde. Als Schüler von Pisanello scheint Bono in dem Londoner Werk ganz in die spätgotischen Stil Pisanellos eingetaucht zu sein und wird daher als Frühwerk von um 1440, bald nach seiner Ausbildung, datiert.
In Padua wird 1449 ein Haus in Bonos Besitz erwähnt, wo der Maler Baldassarre Tedesco (Baldesar todescus) wohne, mit dem er möglicherweise dort zusammen arbeitete. In Ferrara erscheint er 1450 in den herzoglichen Ausgabenbüchern. Er wird auch zwischen 1450 und 1452 in den Memorialen der Este erwähnt. 1450 freskierte er Stall, Loggia, Zinnen und Kamine auf dem Landsitz der Este in Migliaro, der Delizia Migliaro, für Herzog Borso. Anschließend folgten weitere Arbeiten für die Este, wie in ihrem Jagdhaus in Casaglia, einem Ort nordwestlich von Ferrara sowie im studiolo vermutlich der Delizia in Belfiore. Danach arbeitete er im Haus von Pellegrino Pasini, einem Günstling Borsos. Alle diese Arbeiten sind allerdings verloren gegangen.
Zur gleichen Zeit muss Bono da Ferrara in Padua tätig gewesen sein, da er dort 1451 wieder dokumentiert ist, als er den Heiligen Christophorus im Freskenzyklus der Cappella Ovetari in der Kirche der Eremitani unter der Leitung von Andrea Mantegna als „OPVS BONI“ signierte. Da er der lokalen Malergilde nicht angehörte, wurde er kurz nach der Zahlung aufgefordert in der Stadt weder weiter zu arbeiten noch Arbeiten ausführen zu lassen. Im Jahr 1461 hielt sich Bono erneut in Siena auf, wo mögliche Werke bisher nicht bestimmt werden konnten. Nach 1461 ist er nicht mehr dokumentiert.

## Werk
Während er sich in dem Heiligen Christophorus in Padua sowohl in der Landschaft als auch in den Figuren mit Piero della Francesca und Andrea del Castagno vertraut zeigt, verweist die additive Art, etwa der beiden Hirschkälber als Staffage, und die detailtreue, aber wenig überzeugende Integration der Figuren in die räumliche Darstellung, auf den eleganten, kulissenhaften weichen Stil Pisanellos. Gegenüber dessen schönsinnigem Naturalismus, hatte Bono eine „Tendenz zu betonten, ja schroffen Raum- und Körperbeschreibungen“, deren zeichnerischer Formalismus „zu Übertreibungen auf Kosten der künstlerischen Sensibilität und Harmonie [führte]“. Am ausgeprägtesten zeigt sich dies in einer Reihe von Studien meist männlicher Köpfe, die wohl aus seiner Frühzeit in Verona stammen. Einen Kämpfer in Rüstung zeichnete er in einer Reihe „methodischer Variierung[en]“ nach demselben Modell.
Die Kopfstudien machen mit 50 der insgesamt rund 70 Zeichnungen den größten Teil des Konvoluts aus, die Degenhart und Schmitt Mitte der 1990er Jahre in den Musterbüchern Pisanellos Bono zuschreiben konnten. 11 weitere Blätter zeigen Pferdeköpfe, die mit dem Fresko in Sant'Anastasia in Verbindung stehen, sowie Reinzeichnungen von Madonnen und Heiligen. Alle Bono zuerkannten Zeichnungen sind alle mit Feder über Metallstift auf geröteltem Papier.
Einige Blätter haben selbstredend ihr Vorbild in Werken Pisanellos, auch etwa in Vorzeichnungen zu dessen Fresko im Palazzo Ducale in Mantua. Doch, im Gegensatz zu Pisanello, schaffte Bono es nicht innerliche, emotionale Bewegung in seinen Figuren zu erzeugen, was vornehmlich an den Madonnen deutlich wird. Dabei beruht eine Halbfigur der Madonna (2623 v) auf einem Modell der Brüder Limburg. Die Darstellung physiognomischer Bewegungen gerieten Bono häufig „zu einer gewaltsamen, ja ans Groteske grenzenden Fixierung des Minenspiels.“ Drei, den Kopfstudien angehängte Zeichnungen sind Profilportraits nach antiken Münzen, so als Beispiel 2593 recto, die Kaiser Maximinus I. Thrax von einer römischen Münze aus dem 3. Jahrhundert auf Blattgröße vergrößert kopiert. Auf der Blattrückseite befindet sich eine der wenigen Studien von Körperteilen, darauf ein Unterarm mit verkürzt gezeichneter, sich aufstützender Hand, die der in die Hüfte gestemmten Hand der viel späteren Christophorusfigur ähnlich ist. Schon bevor Bono mit Masaccio zusammenarbeitete, war ihm das Prinzip perspektivischer Darstellung schon bekannt.
Auseinandergenommen, in der Knickfalz der Doppelseiten getrennt und später durch den Mailänder Kunsthändler Giuseppe Vallardi (ihm zufolge aus zwei Büchern) wieder zusammengeführt, kam der Corpus Vallardi 1855 in den Louvre. Wenige Einzelblätter finden sich zudem in der Biblioteca Ambrosiana in Mailand. Die schon ursprünglich nach Motiven geordneten Musterzeichnungen blieben so bis heute zusammen. Die halbierten Bögen hatten eine Größe von etwa 20 × 28,5 cm (meist heute etwas beschnitten), seitenübergreifende Zeichnungen hatte Vallardi bereits wieder zusammengeklebt. 15 der Bono zugeschriebenen Kopfstudien tragen zudem ein sonst bei Pisanello nicht zu findendes Schwein als Wasserzeichen, vier Pferdeköpfe sind auf Papier mit einer Glocke, ein in Verona seit dem 14. Jahrhundert verwendetes Wasserzeichen.
Zwischen den beiden einzigen signierten Werken, des Heiligen Hieronymus und des Heiligen Christophorus, kann man Darstellungen der Heiligen Johannes der Täufer und Prosdocimus, dem ersten Bischoff von Padua, einordnen (ehemals Sammlung Harris, London), die Bonos Übergang des von Pisanello geprägten Beginns zu einer toskanisch, bzw. zur Antike, zur Frührenaissance hin orientierten Phase markieren. Aus der gleichen Zeit wie die Fresken in Padua, aber mit ziemlicher Sicherheit in Ferrara gemalt, stammen die Werke Madonna mit Kind im Budapester Szépművészeti Múzeum, dessen Komposition die Themen seines Toskana-Aufenthalts vereint, und die Tafel mit dem Heiligen Johannes dem Täufer, die sich früher in der Sammlung Vendeghini in Ferrara befand und heute im Besitz der Stadtsparkasse Ferrara ist.

Zeichnungen aus dem Corpus Vallardi (Louvre)
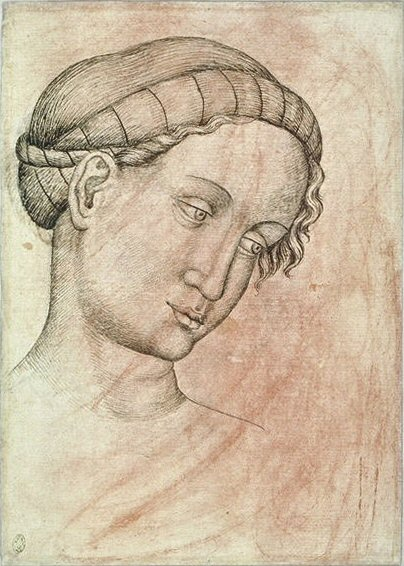
2589 verso
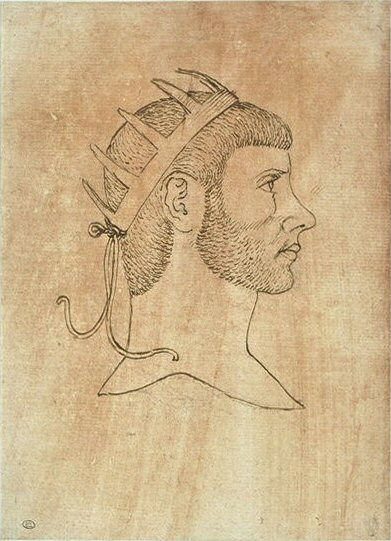
2592 recto
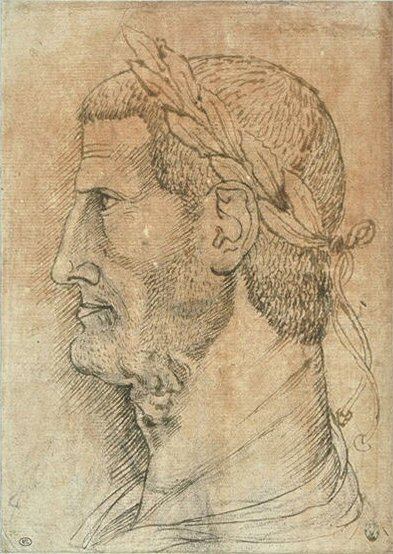
2593 recto
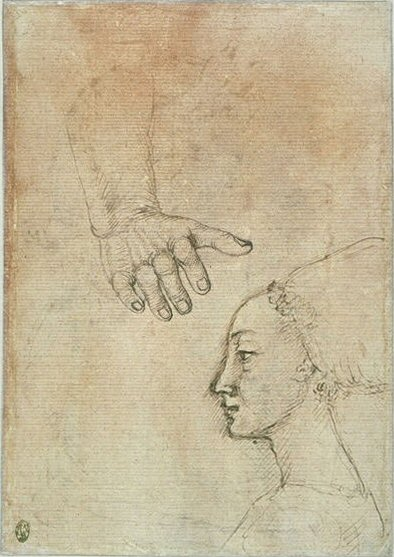
2593 verso
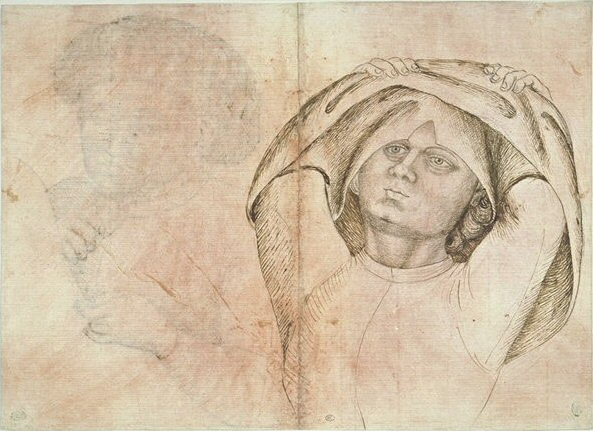
2597 recto
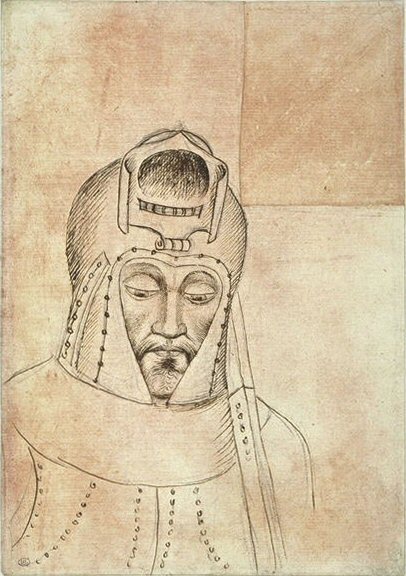
2611
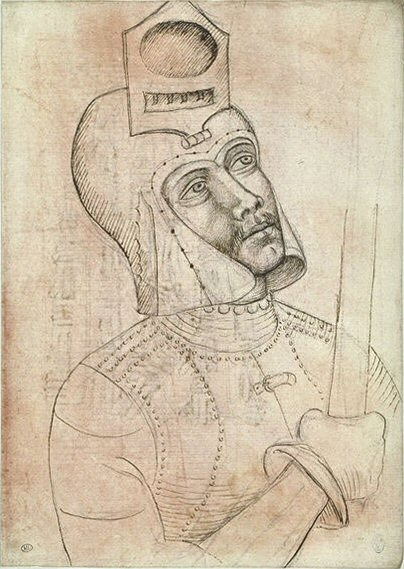
2613 recto
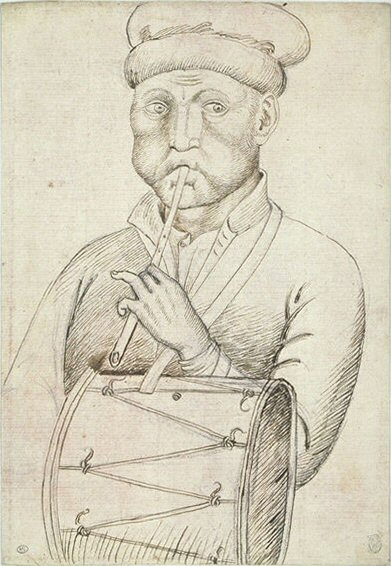
2614
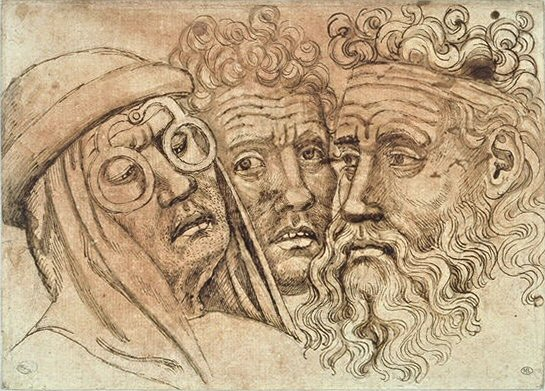
2623 recto
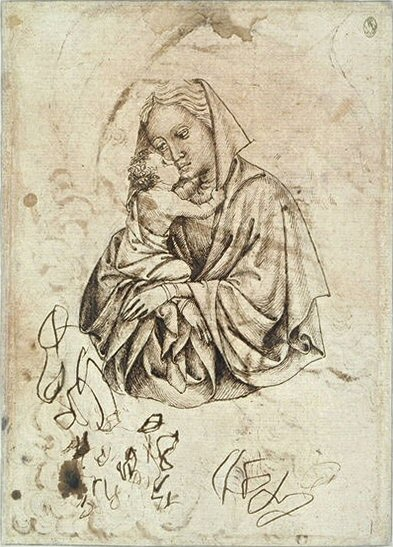
2623 verso
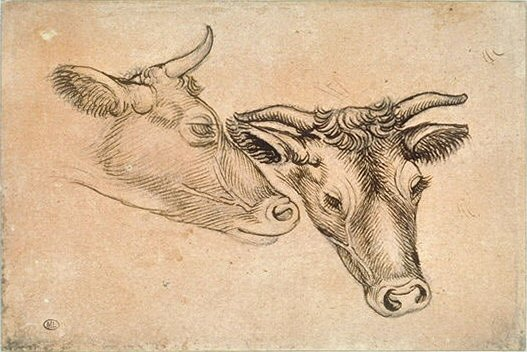
2544
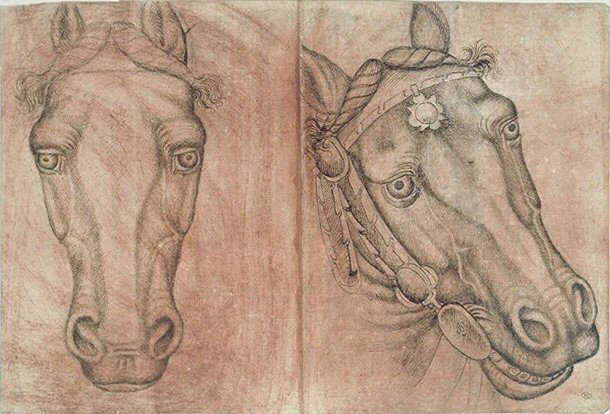
2630 recto
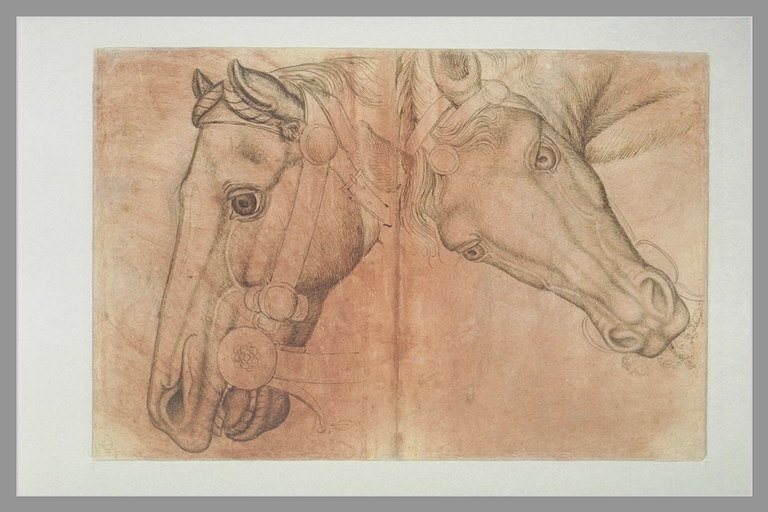
2631